# Cinnamomum novaebritanniae
Cinnamomum novaebritanniae är en lagerväxtart som beskrevs av André Joseph Guillaume Henri Kostermans. Cinnamomum novaebritanniae ingår i släktet Cinnamomum och familjen lagerväxter. Inga underarter finns listade i Catalogue of Life.